# Robin DR-500
Le Robin DR500 Président est un monoplan à ailes basses en bois, fabriqué par Robin Aircraft et commercialisé sous le nom de DR400 haut de gamme. Il possède un train d'atterrissage tricycle, une configuration 4+1 places, est propulsé par un moteur Lycoming à injection de carburant de 200 ch plus puissant et est plus grand et mieux équipé que le DR 400 standard.